# NGC 5582
NGC 5582 est une galaxie elliptique située dans la constellation du Bouvier. Sa vitesse par rapport au fond diffus cosmologique est de 1 594 ± 13 km/s, ce qui correspond à une distance de Hubble de 23,5 ± 1,7 Mpc (∼76,6 millions d'al). NGC 5582 a été découverte par l'astronome germano-britannique William Herschel en 1788.
À ce jour, 11 mesures non basées sur le décalage vers le rouge (redshift) donnent une distance de 33,791 ± 8,541 Mpc (∼110 millions d'al), ce qui est tout juste à l'intérieur des valeurs de la distance de Hubble. Puisque cette galaxie est relativement rapprochée du Groupe local, cette distance est peut-être plus près de sa distance réelle que la distance de Hubble. Notons cependant que c'est avec la valeur moyenne des mesures indépendantes, lorsqu'elles existent, que la base de données NASA/IPAC calcule le diamètre d'une galaxie et qu'en conséquence le diamètre de NGC 5582 pourrait être d'environ 19,3 kpc (∼62 900 al) si on utilisait la distance de Hubble pour le calculer.